# ويست بيوريا
ويست بيوريا (إلينوي) (بالإنجليزية: West Peoria, Illinois)‏ هي مدينة تقع في الولايات المتحدة في إلينوي. يقدر عدد سكانها بـ 4,762 نسمة .

## التركيبة السكانية
حدّد مكتب تعداد الولايات المتحدة بيانات التركيبة السكانية لويست بيوريا في تعداد الولايات المتحدة. في ما يلي، التركيبة السكانية حسب تعدادي 2000 و2010.

### تعداد عام 2000
بلغ عدد سكان ويست بيوريا 4,762 نسمة بحسب تعداد عام 2000، وبلغ عدد الأسر 1,984 أسرة وعدد العائلات 1,223 عائلة مقيمة في المدينة. في حين سجلت الكثافة السكانية 877 نسمة لكل كيلومتر مربع (2,271.4/ميل2). وبلغ عدد الوحدات السكنية 2,128 وحدة بمتوسط كثافة قدره 391.9 لكل كيلومتر مربع (1,015.0/ميل2).
وتوزع التركيب العرقي للمدينة بنسبة 88.09% من البيض و8.53% من الأمريكيين الأفارقة و0.19% من الأمريكيين الأصليين و0.86% من الأمريكيين ذوي الأصول الآسيوية و0.73% من الأعراق الأخرى و1.60% من عرقين مختلطين أو أكثر و1.39% من الهسبانيون أو اللاتينيون من أي عرق.
بلغ عدد الأسر 1,984 أسرة كانت نسبة 28.5% منها لديها أطفال تحت سن الثامنة عشر تعيش معهم، وبلغت نسبة الأزواج القاطنين مع بعضهم البعض 47.8% من أصل المجموع الكلي للأسر، ونسبة 10.5% من الأسر كان لديها معيلات من الإناث دون وجود شريك،  بينما كانت نسبة 3.3% من الأسر لديها معيلون من الذكور دون وجود شريكة وكانت نسبة 38.4% من غير العائلات. تألفت نسبة 32.1% من أصل جميع الأسر من عدة أفراد يعيشون في نفس المنزل ونسبة 12.9% كانت تتألف من شخص يعيش بمفرده يبلغ من العمر 65 عاماً أو أكثر. وبلغ متوسط حجم الأسرة المعيشية 2.29، أما متوسط حجم العائلات فبلغ 2.89.
بلغ العمر الوسطي للسكان 39.6 عاماً. وكانت نسبة 21.3% من القاطنين تحت سن الثامنة عشر، وكانت نسبة 7.8% بين الثامنة عشر والرابعة والعشرين عاماً، ونسبة 27.7% كانت واقعةً في الفئة العمرية ما بين الخامسة والعشرين والرابعة والأربعين عاماً، ونسبة 22.4% كانت ما بين الخامسة والأربعين والرابعة والستين، ونسبة 16% كانت ضمن فئة الخامسة والستين عاماً فما فوق. يوجد لكل 100 أنثى 91.1 ذكر، ويوجد لكل 100 أنثى في الثامنة عشر من عمرها فما فوق 88.4 ذكر.
بلغ متوسط دخل الأسرة في المدينة 41,148 دولارًا، أما متوسط دخل العائلة فبلغ 51,420 دولارًا. وكان متوسط دخل الذكور 36,130 دولارًا مقابل 28,519 دولارًا للإناث. وسجل دخل الفرد الخاص بالمدينة 22,247 دولارًا. وكانت نسبة 5% من العائلات ونسبة 8.1% من السكان تحت خط الفقر، وكان من هؤلاء نسبة 13.5% تحت سن الثامنة عشر ونسبة 6.6% في الخامسة والستين من العمر وما فوق.

### تعداد عام 2010
بلغ عدد سكان ويست بيوريا 4,458 نسمة بحسب تعداد عام 2010، وبلغ عدد الأسر 1,945 أسرة وعدد العائلات 1,120 عائلة مقيمة في المدينة. في حين سجلت الكثافة السكانية 821 نسمة لكل كيلومتر مربع (2,126.4/ميل2). وبلغ عدد الوحدات السكنية 2,123 وحدة بمتوسط كثافة قدره 391 لكل كيلومتر مربع (1,012.7/ميل2).
وتوزع التركيب العرقي للمدينة بنسبة 79.45% من البيض و14.40% من الأمريكيين الأفارقة و0.54% من الأمريكيين الأصليين و1.08% من الأمريكيين ذوي الأصول الآسيوية و1.46% من الأعراق الأخرى و3.07% من عرقين مختلطين أو أكثر و2.96% من الهسبانيون أو اللاتينيون من أي عرق.
بلغ عدد الأسر 1,945 أسرة كانت نسبة 26.4% منها لديها أطفال تحت سن الثامنة عشر تعيش معهم، وبلغت نسبة الأزواج القاطنين مع بعضهم البعض 39.4% من أصل المجموع الكلي للأسر، ونسبة 14% من الأسر كان لديها معيلات من الإناث دون وجود شريك،  بينما كانت نسبة 4.2% من الأسر لديها معيلون من الذكور دون وجود شريكة وكانت نسبة 42.4% من غير العائلات. تألفت نسبة 33% من أصل جميع الأسر من عدة أفراد يعيشون في نفس المنزل ونسبة 11% كانت تتألف من شخص يعيش بمفرده يبلغ من العمر 65 عاماً أو أكثر. وبلغ متوسط حجم الأسرة المعيشية 2.27، أما متوسط حجم العائلات فبلغ 2.87.
بلغ العمر الوسطي للسكان 36.9 عاماً. وكانت نسبة 21.5% من القاطنين تحت سن الثامنة عشر، وكانت نسبة 9% بين الثامنة عشر والرابعة والعشرين عاماً، ونسبة 28.7% كانت واقعةً في الفئة العمرية ما بين الخامسة والعشرين والرابعة والأربعين عاماً، ونسبة 26% كانت ما بين الخامسة والأربعين والرابعة والستين، ونسبة 14.8% كانت ضمن فئة الخامسة والستين عاماً فما فوق. وتوزع التركيب الجنسي للسكان بنسبة 48.3% ذكور و51.7% إناث.